# فتاح تولائی‌زاده
فتاح تولائی‌زاده سیاست‌مدار ایرانی بود، که در دوره بیست و چهارم مجلس شورای ملی بعنوان نماینده اسلام آباد غرب از استان کرمانشاه در مجلس شورای ملی حضور داشت.